# 2011 في اليمن
أحداث 2011 في اليمن هي تلك الوقائع التي شهدتها اليمن وسجلت في تاريخها لعام 2011 م، الذي كان بداية الربيع العربي في اليمن خصوصًا والوطن العربي عمومًا. فقد بدأت عدة ثورات في بعض الدول العربية كتونس ومصر وسوريا وليبيا. كانت السنة حافلة بالأحداث في اليمن، وكانت أبرزها ثورة الشباب اليمنية ضد حكم علي عبد الله صالح للبلاد.
يمكن تقسيم عام 2011 في اليمن إلى أربع مراحل كالتالي:
1. فترة البداية حتى الكرامة: منذ بدء الاحتجاجات في يناير إلى مجزرة جمعة الكرامة في 18 مارس.
2. من الكرامة إلى تفجير جامع النهدين: منذ جمعة الكرامة إلى 2 يونيو، يوم التفجير في جامع النهدين ومحاولة اغتيال الرئيس.
3. فترة حكم نائب الرئيس: منذ التفجير في جامع النهدين 2 يونيو إلى 22 سبتمبر 2011، في اليوم الأخير من حكم منصب نائب الرئيس.
4. فترة عودة صالح: منذ عودة صالح في 23 سبتمبر 2011 إلى نهاية العام.

## الفترة الأولى

### يناير
بدأت أول الاحتجاجات بمظاهرات طلابية انطلقت من جامعة صنعاء في 15 يناير وأخرى لنشطاء حقوقيين نادت برحيل صالح وتوجهت إلى السفارة التونسية في 24 يناير في خطاب للرئيس صالح قال فيه «إن اليمن ليست تونس»، خرج ما يقارب 16,000 متظاهر في 27 يناير تنديدا بالأوضاع الاقتصادية والسياسية للبلاد وأعلن صالح أنه لن يرشح نفسه لفترة رئاسية جديدة ولن يورث الحكم لإبنه أحمد علي.

### فبراير
تظاهر في 2 فبراير 20,000 شخص في الميادين العامة مطالبة بتنحي صالح دون شروط، في 16 فبراير سقط أول قتيل في ثورة الشباب اليمنية برصاص الشرطة في عدن، حيث اندلعت اشتباكات عنيفة بالرشاشات والحجارة في حي المنصورة بين قوات الأمن ومئات الشبان المتظاهرين.
في 20 فبراير أعلنت أحزاب المعارضة اليمنية الممثلة في البرلمان اليمني والمنضوية في تكتل أحزاب اللقاء المشترك عن انضمامها إلى حركة الاحتجاج القائمة ضد الرئيس صالح، كما أعتقل حسن باعوم زعيم الحركة الانفصالية في عدن.
في 23 فبراير قتل متظاهرين اثنين وأصيب 9 آخرين في مصادمات في ساحة التحرير بصنعاء بين مؤيدي ومعارضي الرئيس، كما قدم (9) نواب يمنيين ينتمون إلى حزب المؤتمر الشعبي العام الحاكم استقالاتهم من البرلمان احتجاجًا على أعمال القمع في حق المتظاهرين.
في 26 فبراير أعلنت قبيلتا حاشد وبكيل اليمنيتين اللتين تعتبران من أكبر وأقوى القبائل اليمنية، انضمامهما إلى ثورة الشباب اليمنية المطالبة بإسقاط نظام الرئيس علي عبد الله صالح.

### مارس
في 1 مارس أقال الرئيس صالح محافظي 5 محافظات شهدت احتجاجات مطالبة بإسقاط نظامه (حضرموت وعدن والحديدة ولحج وأبين)، كما اتهم الرئيس الولايات المتحدة وإسرائيل بإدارة موجة الاحتجاجات التي تعم العالم العربي، فيما شهدت عدد من المدن تظاهرات حاشدة نُظمت في إطار (يوم الغضب) الذي أعلنت عنه المعارضة اليمنية واجتمع عشرات الآلاف من المتظاهرين وسط العاصمة مطالبين بتنحيه.
وفي 5 مارس استقال نائب وزير الشباب والرياضة اليمني الشيخ حاشد الأحمر من الحزب الحاكم ومن منصبه وأعلن انضمامه إلى الثورة، وفي 14 مارس استقال وزير الأوقاف اليمني حمود الهتار احتجاجًا على قمع المتظاهرين.

## الفترة الثانية

### مجزرة جمعة الكرامة
في 18 مارس 2011 نظّم عشرات الآلاف من المتظاهرين اليمنيين مظاهرة أطلقوا عليها اسم «جمعة الكرامة». وكانت تلك هي أكبر مسيرة تشهدها ساحة التغيير، وهي مخيم التظاهر والاعتصام مترامي الأطراف في العاصمة صنعاء.
وقعت المجزرة بالطرف الجنوبي من ساحة التغيير، الذي كان وقتها ساحة للمتظاهرين المعارضين لعلي عبد الله صالح. مع انتهاء عشرات الآلاف من المتظاهرين من صلاة الظهر، بدأ مسلحون ملثمون في إطلاق النار عليهم من الشارع، ومن فوق الأشجار، ومن أسطح المنازل، بما فيها منزل محافظ المحويت.
في الأيام السابقة على إطلاق النار كان سكان المنطقة والموالين لصالح قد أقاموا جدارًا حجريًا بارتفاع 2,5 مترًا بين المتظاهرين والمسلحين، ثم أغرقوه بالبنزين وأضرموا فيه النيران مع بدء الهجوم، مما نشر سحب الدخان التي أخفت مطلقي النيران وحاصرت المتظاهرين، كان كل القتلى والجرحى تقريبًا من المتظاهرين المصابين بالرصاص. وقد أصيب معظم القتلى في الصدر أو الرأس، وقفت قوات الأمن المركزي، التي كانت مسلحة بالعصي ومدفع مائي فقط، وقفت تتفرج بينما كان بعض المسلحين الموالين للحكومة ظاهرين للعيان، انسحب بعض المسلحين عبر طابور لقوات الأمن المركزي دون أن يستوقفهم أحد، كما قال اثنان من الشهود لـ هيومن رايتس ووتش.
على مدار ثلاث ساعات، قتل المسلحون ما لا يقل عن 45 متظاهرًا وأصابوا نحو 200 آخرين، طبقًا لمسؤولين طبيين عند مسرح الأحداث وأقارب الضحايا ومحامين قابلتهم جميعًا هيومن رايتس ووتش. ترى هيومن رايتس ووتش أن عدد القتلى قد يصل إلى 52 قتيلًا إذا أضفنا من ماتوا على مدار الأيام التالية متأثرين بالإصابات. ورد في بيان اتهام النيابة 43 متظاهرًا قتيلًا و127 آخرين مصابين.
جميع من قُتلوا ونحو 40 ممن أصيبوا، تعرضوا لطلقات أسلحة نصف آلية في الرأس والصدر ومناطق أخرى من نصف الجسد العلوي، فيما وصفه مسؤولين طبيين ومحامين ومتظاهرين بأنه عمل رماة مُدربين مهرة يقصدون القتل.
ثبت أن مذبحة جمعة الكرامة هي الهجوم الأكثر دموية على المتظاهرين في انتفاضة اليمن. على مدار ثلاث ساعات، قتل مسلحين ما لا يقل عن 45 متظاهرًا – أغلبهم من الطلبة الجامعيين ومنهم ثلاثة أطفال –وأصابوا 200 آخرين في حين لم تبذل قوات الأمن جهدًا جادًا لوقف المذبحة. أضاف الغضب الذي تسببت فيه أعمال القتل هذه إلى زخم حركة الاحتجاج، التي أجبرت الرئيس علي عبد الله صالح في فبراير 2012 على التنحي عن منصبه.
أشارت هيومن رايتس ووتش إلى أن وجود مؤشرات على أن عددا من كبار المسؤولين السابقين والحاليين بالحكومة لعبوا دورًا في المذبحة ثم لم يتم اتهامهم بشيء. بدأت محاكمة ضد القتلة المزعومين في سبتمبر 2012 لكن توقفت بعد أن طلب محامو الضحايا اتهام بعض كبار المسؤولين. هذا فضلًا عن قيام الرئيس السابق علي عبد الله صالح بإنهاء عمل النائب العام السابق عبد الله العلفي بعد ستة أسابيع من أعمال القتل، عندما طلب العلفي إحالة المشتبه بهم الأساسيون إلى الاستجواب، وبينهم مسؤولون حكوميون.
ما زال أكثر من نصف المدعى عليهم الـ 78 المتهمين بأعمال القتل، غير خاضعين للاحتجاز ويُحاكمون غيابيًا في محكمة غرب أمانة العاصمة صنعاء الابتدائية. يقول محامو الضحايا بأن السلطات لم تبذل جهدًا لضبطهم، رغم الأوامر المتكررة بضبط المتهمين الصادرة عن قاضي المحاكمة. ومن بين الهاربين من العدالة الشخصان اللذان يعتبران العقل المدبر للهجوم، وهما ابنا محافظ محافظة المحويت الموالي لصالح وقياديان بجهاز الأمن، بل إن وزير العدل أعلن في الذكرى السنوية الأولى لأعمال القتل أن «الجناة الحقيقيون هربوا وليس في السجن غير المتواطئين والمساندين».

### حالة الطوارئ وإقالة الحكومة
أعلن الرئيس صالح حالة الطوارئ ليلة الهجوم، أمر أيضًا العامة بعدم حمل الأسلحة في العاصمة صنعاء. وأقال الحكومة بعد استقالة عدد من وزرائها وكلفها بتسيير الأعمال.

### 21 مارس
كان هذا اليوم بداية للاستقالات من المسؤولين السياسيين والعسكريين والسفراء وتأييدهم لثورة الشباب، لعل أبرزها وأقواها تأثيرًا في مسار الأحداث تأييد اللواء علي محسن الأحمر الذي كان قائد الفرقة الأولى مدرع وقائد المنطقة الشمالية الغربية، وقد مثل ذلك نقطة مهمة وفاصلة، في زعزعة نظام الرئيس علي عبد الله صالح، ليس فقط بكونه قريب الرئيس، وإنما أيضًا بما عرف عن الرجل من قوة، وحضور فاعل ومؤثر في المؤسستين المدنية والعسكرية، وبكونه كان يعتبر الرجل الثاني في النظام، وأقوى القيادات العسكرية.
وأعلن شيخ قبائل حاشد صادق الأحمر انضمامه إلى الحركة الاحتجاجية المطالبة بسقوط النظام، كما قدم محافظ عدن أحمد القعطبي ووكيله وحيد علي رشيد استقالتهما من منصبيهما ووزير النقل خالد إبراهيم الوزير من الحزب الحاكم، كما قدم سفيرا اليمن في سورية وباكستان، وأعلن السفير اليمني في موسكو محمد صالح الهلالي تأييده ودعمه للثورة.

## 23 مارس
في 23 مارس وافق البرلمان على اقرار حالة الطوارئ، التي أتاحت الرقابة على الإعلام ومنعت التظاهر وأعطت قوات الأمن سلطات موسعة بتوقيف واحتجاز المشتبهين دون عملية قضائية. المعارضة اليمنية والنواب المستقلون والمستقيلون من الحزب الحاكم طعنوا في شرعية حالة الطوارئ بسبب عدم وجود قانون طوارئ في دستور اليمن وبسبب عدم اكتمال النصاب في أعداد النواب، الجدير بالذكر أن القانون الذي استند إليه التصويت يعود إلى زمن جمهورية اليمن الشمالي الذي يعود 1963 فيما قبل الوحدة مع الجنوب سنة 1990، وهذا كما يذكر بعض المعارضين أنه نسف للوحدة اليمنية بالاستناد على قانون قبل الوحدة.

### قصف أرحب
شهدت منطقة أرحب شمال العاصمة صنعاء منذ شهر مارس 2011 م، أثناء ثورة الشباب اليمنية قتالًا عنيفًا بين قوات الحرس الجمهوري وبين مسلحي قبائل أرحب ونهم وبني جرموز المؤيدين للثورة. وقال الناطق باسم قبائل أرحب ونهم محمد مبخوت العرشاني للجزيرة إن قوات الحرس الجمهوري تقصف منازل المواطنين في قرى مديرية أرحب وبني جرموز، وتستخدم في قصفها قذائف الدبابات ومدافع الهاوزر والهاون عيار 160 وصواريخ الكاتيوشا.

### أواخر مارس
قصف الطيران الحربي اليمني مواقع في مدينة جعار بمحافظة أبين ومحيط القصر الجمهوري لتفريق أعداد كبيرة من مسلحين يحاصرون القصر، في 28 مارس قتل 110 شخص في انفجار مصنع للذخيرة في مدينة جعار، في 29 مارس أعلن محمد إسماعيل صهر الرئيس اليمني انضمامه للثورة، ودعت المعارضة اليمنية لتشكيل لجان شعبية لحماية الأحياء والممتلكات خوفًا من مخططات السلطة لنشر الفوضى والتخريب.

### أبريل

#### مسيرة ملعب الثورة
خرج مئات الآلاف عصر يوم 27 أبريل في مسيرة حاشدة رفضا للمبادرة الخليجية وللمطالبة برحيل صالح الفوري عن السلطة، وقد انطلقت المسيرة من ساحة التغيير بصنعاء باتجاه شارع عمران، مرورا بمبنى التلفزيون ومبنى مجلس الشورى، حيث كانت في طريقها للعودة من شارع الحصبة إلى ساحة التغيير مرة أخرى. لكن البلاطجة وقوات أمنية تتمركز داخل صالة الثورة الرياضية اعترضت المسيرة حينما مرت قرب الصالة وباشرت بإطلاق الرصاص الكثيف مما أدى إلى مقتل 13 شخصا وإصابة 210 آخرين عشرة منهم في حال الخطر 
وأشار الشهود للجزيرة نت إلى أن مجاميع مسلحة من مؤيدي الرئيس صالح كانت تتمترس داخل مخيمات كبيرة في مبنى اللجنة الأولمبية وملعب الثورة الرياضي، إلى جانب أطقم عسكرية من النجدة والحرس الجمهوري، وأنهم انهالوا على المتظاهرين بالرصاص الحي، وأضاف الشهود أن أطقما عسكرية شاركت في إطلاق النار من رشاشاتها المضادة للطائرات. وأفادت مصادر من شباب الثورة اختطاف نحو 80 جريحا ومتظاهرا بأيدي قوات الأمن والمسلحين، وأنهم محتجزون حتى الآن داخل مبنى الملعب الرياضي واللجنة الأولمبية، وناشد شباب الثورة منظمات حقوق الإنسان والجهات المعنية سرعة التدخل لإطلاق سراح المختطفين.

### مايو

#### إحراق ساحة الحرية بتعز
معركة تعز بدأت خلال ثورة الشباب اليمنية في 2011 بين القوات الموالية للرئيس علي عبد الله صالحوالمعارضة، مدعومة ببعض رجال القبائل المسلحين والجنود المنظمين للثورة في مدينة تعز.
أعتصم المتظاهرون في الساحة الرئيسية في المدينة منذ بدء الانتفاضة ضد حكم الرئيس صالح والذي أطلق عليه المتظاهرون اسم ميدان الحرية. كانت المظاهرات سلمية معظمها. ومع ذلك، تغيرت في 29 مايو، عندما بدأ الجيش عملية لسحق الاحتجاجات وإخراج المتظاهرين من اعتصامهم في ميدان الحرية. أطلقت القوات الذخيرة الحية على المتظاهرين ورشتهم بخراطيم المياه وقامت بأحراق خيامهم واخلاء الساحة بالجرافات التي دهست بعض من المعتصمين. ووصفت المعارضة الحادثة كمذبحة.

#### حرب الحصبة

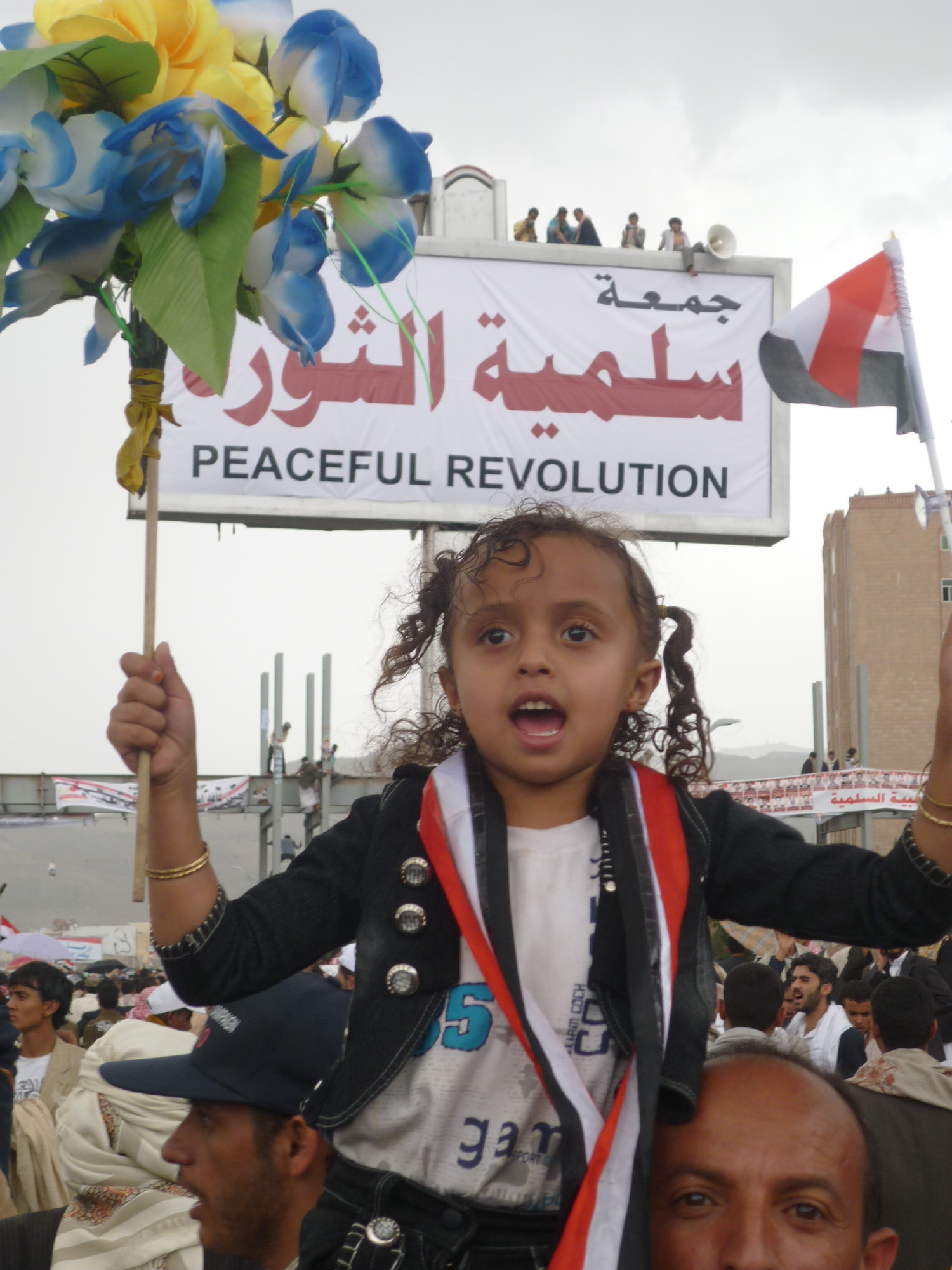
فتاة يمنية تحمل علم اليمن والزهور في شارع الستين بصنعاء في 27 مايو 2012

أعلن الشيخ صادق الأحمر شيخ مشائخ قبائل حاشد واحدة من أقوى القبائل في البلاد دعمه لثورة الشباب بعد أحداث جمعة الكرامة، وبدأت الاشتباكات الخفيفة بين أنصاره المسلحين وقوات الأمن الموالية للحكومة في العاصمة صنعاء، وتحولت إلى قتال شوارع ومن ثم شملت المدفعية والهاون.
 وقد حاصر مسلحو القبائل العديد من المباني الحكومية في العاصمة صنعاء وحي الحصبة وأغلقوها  واعتقد السكان أن الحالة قد تتدهور إلى حرب أهلية.
خلال اليوم الثاني من القتال، قصفت القوات الموالية للحكومة بشكل كبير بمدافع الهاون منزل الشيخ صادق الأحمر وقتل وجرح عدد من مقاتليه. وأدى ذلك إلى هجوم مضاد من المسلحين ضد مبنى وزارة الداخلية الذي ضرب بمدافع هاون وقذائف صاروخية ونيران الأسلحة الرشاشة.
في اليوم الثالث من القتال، ارتفعت حصيلة قتلى المواجهات إلى 69 قتيلا وعشرات الجرحى، بينهم 51 قتيلا من أنصار الأحمر وأعضاء لجنة الوساطة والقبائل المتضامنة وسكان المنازل المجاورة لمنزله. وفي المساء، أفيد بأن رجال القبائل سيطروا على مبنى وزارة الداخلية ومبنى التلفزيون، ومبنى شركة الطيران اليمنية.

## فترة حكم نائب الرئيس

### يونيو

#### محاولة اغتيال الرئيس
من أهم الأحداث التي شهدتها اليمن في 2011، محاولة الاغتيال التي تعرض لها الرئيس علي عبد الله صالح في 3 يونيو ورغم أن الاتهام لم يوجه رسميا لجهة معينة، فإن صالح والمسئولين الموالين له أشاروا تارة بأصابع الاتهام إلى خصومه في الجيش المؤيد للثورة بقيادة علي محسن الأحمر ورجال القبائل الذين كانوا متحالفين معه خلال العقود الماضية ممثلين بالشيخ صادق الأحمر، وتارة أخرى إلى تنظيم القاعدة .
أما الحزب الحاكم فقد أكّدت مصادر عنه بأن أصابع الاتهام تتجه نحو دولة قطر والموساد الصهيوني ومشاركة الرئيس الأمريكي باراك أوباما وأولاد الأحمر وقيادة المشترك في «المخطط الإرهابي والإجرامي الذي تم تدبيره لاغتيال فخامة الرئيس علي عبد الله صالح يوم الجمعة» على حد وصفها.

### سبتمبر

#### مجزرة كنتاكي

وفاة الشهيد أنس السعيدي في المستشفى.

هي مجزرة تمت في صنعاء، اليمن على مدى ثلاثة أيام من الأحد 18 سبتمبر إلى 20 سبتمبر 2011 ضد المتظاهرين في ساحة التغيير بالثورة اليمنية التي أسقطت رئيسهم السابق علي عبد الله صالح.
في 19 سبتمبر 2011 قتلت قوات الأمن اليمنية 21 شخصا بعضهم بنيران قناصة من فوق الأسطح وسط حشد من المحتجين المطالبين بالإطاحة بالرئيس علي عبد الله صالح، وأصيب 113 محتجا آخرين
وفي 23 سبتمبر 2011 بلغ عدد القتلى أكثر من مائة قتيل خلال 5 أيام من الاشتباكات بين القوات الموالية للثورة والموالية لنظام علي صالح وبرصاص قوات القناصة المتواجدين حول ساحة التغييربصنعاء

## فترة عودة صالح

### 23 نوفمبر
في 23 نوفمبر، وسط دعوات داخلية وإقليمية ودولية لصالح بالتنحي، وقّع الرئيس اليمني على اتفاق برعاية مجلس التعاون الخليجي وبدعم من مجلس الأمن والولايات المتحدة والاتحاد الأوروبي، بأن ينقل السلطة لنائب الرئيس عبد ربه منصور هادي، على امتداد ثلاثة شهور. وفي المقابل وعد الاتفاق صالح ومساعديه بالحصانة من الملاحقة على الجرائم المرتكبة أثناء رئاسته . كانت عضوية وزارة الوحدة الوطنية موزعة بالتساوي تقريبًا بين حزب المؤتمر الشعبي العام الموالي لصالح وحلفائه والمعارضة السياسية.

## وفيات
| الشهر | التاريخ | الوفية               | العمر | المهنة                  |
| ----- | ------- | -------------------- | ----- | ----------------------- |
| أغسطس | 4       | عبد العزيز عبد الغني | 71    | رئيس مجلس الشورى اليمني |